# Есак
Есак (дав.-гр. Αἴσακος) — персонаж давньогрецької міфології, троянський царевич, син Пріама і його першої дружини Арісби. 
Був вправним тлумачем снів, навчившись цьому дару від свого діда Меропа. Радив батькові Пріаму умертвити свого зведеного новонародженого брата Паріса, тому що бачив від нього майбутні серйозні проблеми для Трої.

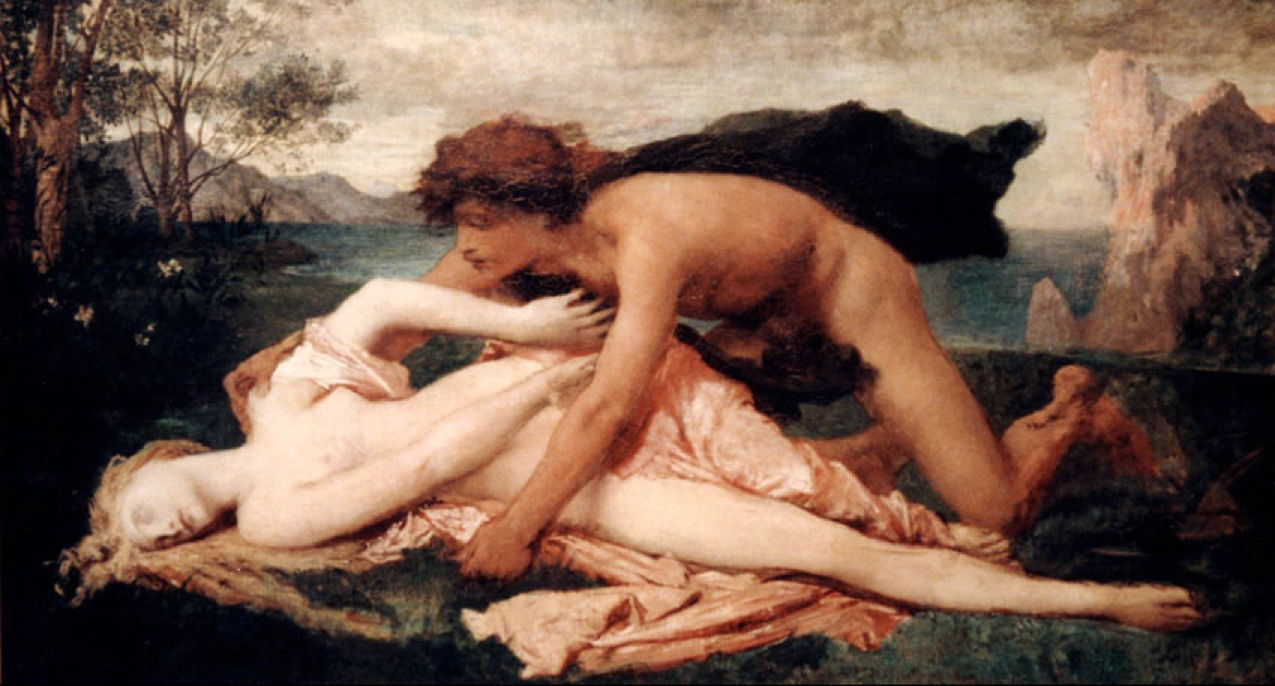
Смерть німфи Гесперії (Жуль-Елі Делоне).

Есак закохався у німфу Гесперію. Одного разу він застав її на березі, коли вона сушила на сонці розкішне пишне волосся. Полохлива Гесперія кинулася навтьоки, а Есак погнався за нею. У траві ховалась змія, що вжалила німфу в ногу, і Гесперія померла на руках збожеволілого від горя Есака. Він не виніс втрати і кинувся з високої скелі в морські хвилі, але Фетіда перетворила його на нирка.
За іншою версією мав дружину Астеропу. Після її смерті настільки сумував, що його боги перетворили на птаха. 